# Josep Vigo i Bonada
Josep Vigo i Bonada (Ribes de Freser, Ripollès, Girona, 1937) és un botànic, pteridòleg i professor català. És catedràtic de biologia vegetal de la Universitat de Barcelona i és doctor en Biologia especialitzat en botànica, de la Universitat de Barcelona (Facultat de Biologia), Barcelona.
Ha destacat en l'estudi de la flora i vegetació dels Pirineus Orientals, tot impulsant un projecte de banc de dades de la flora catalana. Des de 1978 és membre numerari de la Secció de Ciències Biològiques de l'Institut d'Estudis Catalans, amb el que ha coordinat el programa Flora i cartografia de les plantes i la vegetació. Fins al 2004 fou director del Centre de Recerca de Biodiversitat Vegetal de la Universitat de Barcelona.
El 1966 va rebre el Premi Pius Font i Quer de l'Institut d'Estudis Catalans. Ha rebut la medalla d'argent de l'Organitzation for the Phyto-Taxonomic Investigation of the Mediterranean Area (OPTIMA), el 1993 va rebre la Medalla Narcís Monturiol al mèrit científic i tecnològic de la Generalitat de Catalunya i el 2010 el premi Medi Ambient de la Generalitat de Catalunya.

## Honors
En honor seu s'han nomenat diverses espècies:
- (Caryophyllaceae) Dianthus vigoi  M.Laínz
- (Myrsinaceae) Ardisia vigoi Lundell
- (Plumbaginaceae) Limonium vigoi L.Sáez, A.Curcó & Rosselló
- (Rosaceae) Rubus vigoi Roselló, Peris & Stübing

## Obres
- Notas sobre la vegetación del valle de Ribas (1968)
- La vegetació del massís de Penyagolosa (tesi doctoral, 1968)
- Notes sur les pelouses subalpines des Prépyrénées orientales (1972)
- Notes sobre la flora dels Pirineus catalans (1974)
- À propos des forêts de conifères calcicoles des Pyrénées orientales (1974)
- L'alta muntanya, flora i vegetació (1976 i una reedició revisada 2008)
- El poblament vegetal de la Vall de Ribes. Generalitats i catàleg florístic (1983)
- Les comunitats vegetals i el paisatge (1996)
- Les Comunitats vegetals : descripció i classificació (2005) Ed. Publicacions i Edicions de la Universitat de Barcelona. 251 pp. + 1 CD-Rom. ISBN 84-475-2891-X
- Bolòs, Oriol; Vigo, Josep. Flora dels Països Catalans.  Ed. Barcino. Barcelona, 1984. ISBN 9788472265974.